# Pireella guatemalensis
Pireella guatemalensis là một loài Rêu trong họ Pterobryaceae. Loài này được E.B. Bartram miêu tả khoa học đầu tiên năm 1946.